# Toni Kaden
Toni Kaden, verheiratete Toni Lösch (* 13. April 1864 in Dresden als Antonie Kaden; † 6. Januar 1947 in Mannheim) war eine Theaterschauspielerin.

## Leben
Kaden begann ihre Bühnenlaufbahn 1877 als Choristin am Hoftheater in Schwerin, woselbst sie bis 1885 verblieb, kam 1886 nach Bremen, 1888 ans Hoftheater in Wiesbaden, 1889 ans Hoftheater Hannover, und trat nach dreijährigem Wirken daselbst 1893 in den Verband der Hofbühne in Mannheim.
In ihrem Fache als Liebhaberin leistete sie namentlich im modernen Stück Vortreffliches. Mit Eifer und unausgesetztem Streben ging sie echter Kunst nach. Wort und Gebärde waren echt und tief empfunden, kein falsches Pathos, keine schauspielerische, dem Bühnenherkommen entlehnte Mache, störte den Eindruck, den sie mit ihren Leistungen hervorrief.
So seien erwähnt „Elfriede“, „Lorle“, „Cyprienne“, „Floretta“, „Dora“, „Alma“, „Leonie“, „Catharina“ etc.
Die Künstlerin war mit dem Fabrikanten Wilhelm Lösch verheiratet.
Ihr Lebensweg nach 1902 ist unbekannt. Sie starb 1947 im Alter von 82 Jahren in Mannheim.